# François d'Aguilon
François d'Aguilon (aussi Aiguillon ou en latin Aguilonius), né à Bruxelles le 15 janvier 1567 et décédé à Tournai le 20 mars 1617, est un prêtre jésuite brabançon d'origine espagnole, mathématicien, physicien, maître en optique et architecte.

## Biographie

### Jeunesse et formation
D'Aguilon étudie les lettres et la philosophie au collège d'Anchin puis à Paris avant de devenir jésuite en 1586. Il termine la philosophie (1587-89) et enseigne les lettres à Douai avant de faire sa théologie à Salamanque en Espagne (1592-96). Il est ordonné prêtre à Ypres en 1596. Il enseigne la théologie à Anvers où il est recteur.

### Mathématicien
C'est en mathématiques et optique cependant qu'il donne toute sa mesure. D'abord professeur de mathématiques à Douai il est transféré en 1598 à Anvers, dont il transforme le collège en pépinière d'hommes de sciences, tels les géomètres André Tacquet, Jean-Charles della Faille et Théodore Moretus. Il en est également le recteur jusqu'en 1616.

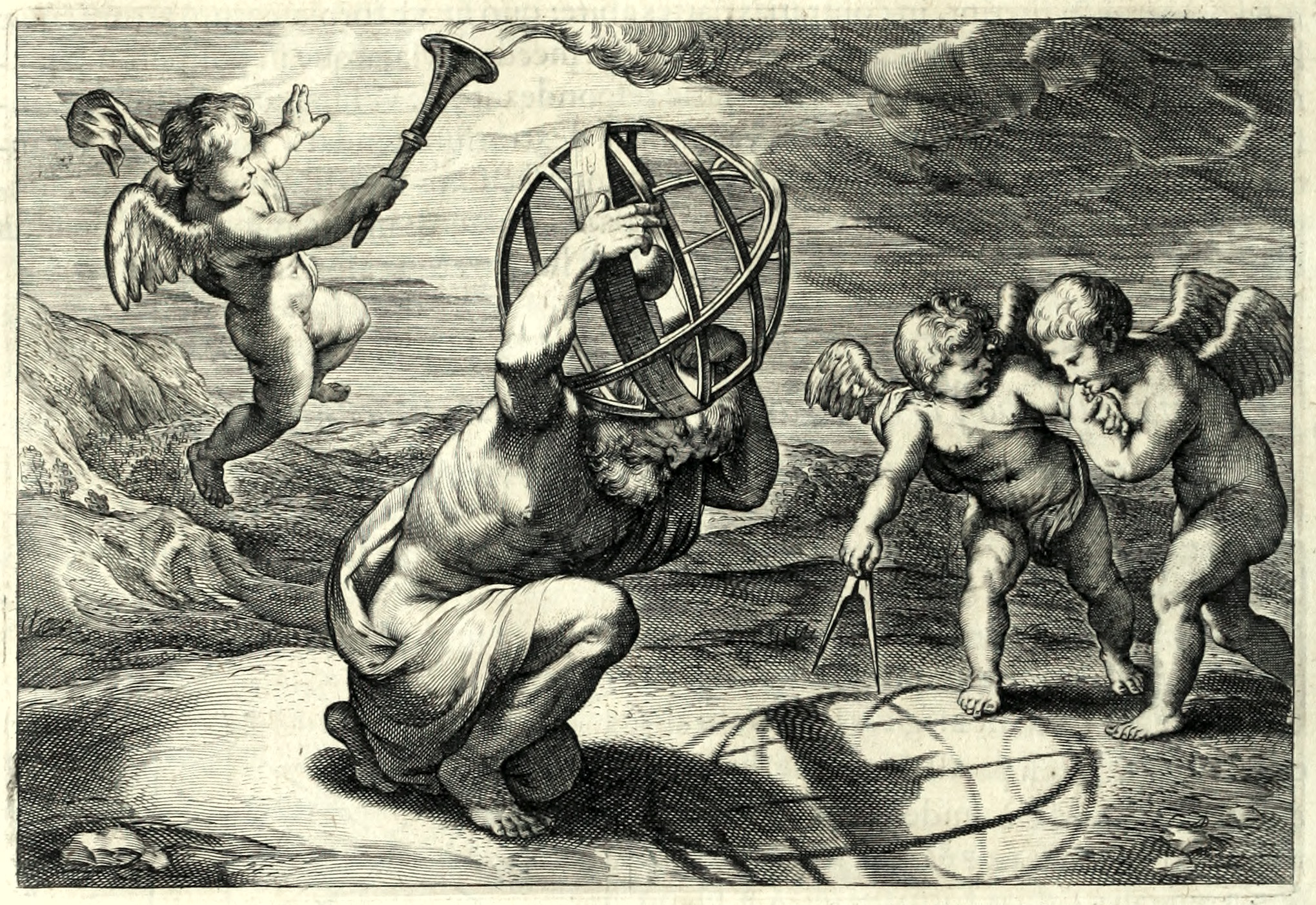
Illustration de Rubens pour les Opticorum libri sex philosophis juxta ac mathematicis utiles

Son traité Opticorum Libri Sex philosophis juxta ac mathematicis utiles, publié en 1613 (et illustré par Pierre-Paul Rubens lui-même), fait avancer considérablement les connaissances en optique et a une très grande influence sur les physiciens de l'époque. C'est dans ce traité qu'apparait pour la première fois le terme projection stéréographique.
Comme architecte il collabore aux projets des églises jésuites de Tournai et Mons. Il est le maître d'œuvre de la plus belle église jésuite de style baroque aux Pays-Bas, l'église de la maison professe des jésuites (maintenant église Saint-Charles-Borromée) dont l'achèvement, après sa mort, est confié à Pierre Huyssens, un frère jésuite et architecte de profession, et la décoration intérieure à Pierre-Paul Rubens.

## Œuvre principale
- Opticorum libri sex philosophis iuxta ac mathematicis utiles, Anvers, 1613 (lire en ligne sur Gallica).